# Paleosètids
Els paleosètids (Palaeosetidae) són una família lepidòpters exoporis de la superfamília dels hepialoïdeus (Hepialoidea). Són anomenades "arnes fantasma minúscules" (Miniature Ghost Moths) i són hepialoïdeus primitius.

## Sistemàtica
Està constituïda per 4 gèneres i 7 espècies. Un gènere, Osrhoes, es troba a Colòmbia, i els altres gèneres presenten una distribució que va des d'Assam fins a Austràlia (Kristensen, 1999: 59-61; Nielsen i cols., 2000).
- Palaeoses Turner, 1922

- Palaeoses scholastica Turner, 1922

- Genustes Issiki and Stringer, 1932

- Genustes lutata Issiki and Stringer, 1932

- Ogygioses Issiki and Stringer, 1932

- Ogygioses caliginosa Issiki and Stringer, 1932
- Ogygioses eurata Issiki and Stringer, 1932
- Ogygioses issikii Davis, 1995
- Ogygioses luangensis Kristensen, 1995

- Osrhoes Druce, 1900

- Osrhoes coronta Druce, 1900